# ایر انتوزیاست
ایر انتوزیاست (انگلیسی: Air Enthusiast) دو ماهنامه بریتانیایی پیرامون صنعت هوانوردی بود که بین سال‌های ۱۹۷۴ تا ۲۰۰۷ منتشر می‌شد.